# Deoria
Deoria là một thành phố và là nơi đặt ban đô thị (municipal board) của quận Deoria thuộc bang Uttar Pradesh, Ấn Độ.

## Địa lý
Deoria có vị trí 26°30′B 83°47′Đ / 26,5°B 83,79°Đ Nó có độ cao trung bình là 68 mét (223 feet).

## Nhân khẩu
Theo điều tra dân số năm 2001 của Ấn Độ, Deoria có dân số 104.222 người. Phái nam chiếm 53% tổng số dân và phái nữ chiếm 47%. Deoria có tỷ lệ 73% biết đọc biết viết, cao hơn tỷ lệ trung bình toàn quốc là 59,5%: tỷ lệ cho phái nam là 79%, và tỷ lệ cho phái nữ là 67%. Tại Deoria, 13% dân số nhỏ hơn 6 tuổi.